# Hornillos del Camino
Hornillos del Camino est un municipio (municipalité ou canton) situé dans le Nord de l’Espagne, dans la comarca (comté ou pays ou arrondissement) d'Odra-Pisuerga, dans la Communauté autonome de Castille-et-León, province de Burgos. C'est aussi le nom de la localité chef-lieu du municipio.
La population du municipio était de 61 habitants en 2010.
La localité de Hornillos del Camino est une halte sur le Camino francés du Pèlerinage de Saint-Jacques-de-Compostelle.

## Démographie
| 1900 | 1910 | 1920 | 1930 | 1940 | 1950 | 1960 | 1970 | 1980 | 1990 | 1991 | 1996 | 2000 | 2001 | 2004 | 2010 |
| ---- | ---- | ---- | ---- | ---- | ---- | ---- | ---- | ---- | ---- | ---- | ---- | ---- | ---- | ---- | ---- |
| 255  | 294  | 283  | 269  | 257  | 294  | 254  | 199  | 110  | 89   | 89   | 81   | 69   | 69   | 70   | 61   |

## Culture et patrimoine

### Le Pèlerinage de Compostelle
Par le Camino francés du Pèlerinage de Saint-Jacques-de-Compostelle, le chemin vient de Rabé de las Calzadas dans le municipio du même nom, via Nuestra Señora del Monasterio.
La prochaine halte est le refuge de San Bol, dans le municipio d'Iglesias.

## Sources et références
- (es) Cet article est partiellement ou en totalité issu de l’article de Wikipédia en espagnol intitulé « Hornillos del Camino » (voir la liste des auteurs).
- Grégoire, J.-Y. & Laborde-Balen, L. , « Le Chemin de Saint-Jacques en Espagne - De Saint-Jean-Pied-de-Port à Compostelle - Guide pratique du pèlerin », Rando Éditions, mars 2006,  (ISBN 2-84182-224-9)
- « Camino de Santiago St-Jean-Pied-de-Port - Santiago de Compostela », Michelin et Cie, Manufacture Française des Pneumatiques Michelin, Paris, 2009,  (ISBN 978-2-06-714805-5)
- « Le Chemin de Saint-Jacques Carte Routière », Junta de Castilla y León, Editorial Everest